# Динамо (хоккейный клуб, Свердловск)
«Динамо» Свердловск — команда по хоккею с шайбой, представлявшая Свердловск и спортивное общество «Динамо».

## История
Основана в 1947 году на базе ранее существовавших свердловских команд общества «Динамо» по футболу и хоккею с мячом. В чемпионатах СССР дебютировала в сезоне 1947/48 и в том же году одержала победу в зональном турнире класса «Б» (первой лиги), а в финальном турнире заняла третье место. В сезоне 1948/49 «Динамо» снова победило в зональном турнире класса «Б», а в финале заняло второе место, уступив только московскому «Локомотиву».
В сезоне 1949/50 свердловский клуб дебютировал в высшей лиге и занял восьмое место среди 12-ти команд. Этот результат стал лучшим в истории клуба. Всего команда провела в высшей лиге пять сезонов (1949—1954). Со временем результаты команды ухудшались, в двух своих последних сезонах «Динамо» занимало последнее место.
Областной совет «Динамо» мало уделял внимание хоккею с шайбой и слабо его финансировал, в результате ведущие игроки покидали команду, а на выезд «Динамо» ездило зачастую двумя пятёрками, имея 11-13 человек в составе.
В сезоне 1954/55 команда снова играла в первой лиге, где заняла 11-е место среди 12 участников. По окончании сезона была расформирована.
Главным тренером клуба большую часть его истории был Георгий Фирсов. Среди известных игроков и воспитанников клуба — Александр Черепанов (ЦДСА, сборная СССР), Василий Володин (ВВС), Лев Мишин (ЦДСА), Сергей Уфимцев (Динамо Москва) и другие.

## Достижения
- бронзовый призёр чемпионата РСФСР: 1952